# Abderazzak Jadid
Abderrazzak Jadid (Beni Amir, 1º giugno 1983) è un allenatore di calcio ed ex calciatore marocchino, di ruolo centrocampista, tecnico del Carpenedolo.

## Biografia
Nato in Marocco, suo padre si trasferì in Italia in cerca di lavoro e in seguito, all'età di cinque anni vi si trasferì anche lui insieme al resto della sua famiglia.
Dichiara di essere musulmano osservante e di praticare il Ramadan, tuttavia non lo osserva in occasione del giorno della partita, ma recupera l'osservanza del precetto alla prima giornata libera.

## Caratteristiche tecniche

### Giocatore
Era un regista bravo tecnicamente e in fase di interdizione. In grado di ricoprire ogni posizione a centrocampo, era dotato di una buona visione di gioco. La sua carriera è stata spesso costellata da infortuni.

## Carriera

### Giocatore
Inizia a giocare a calcio nelle giovanili del Calcinato, prima di essere tesserato dal Brescia, che lo aggrega al proprio settore giovanile. Nel 2001 viene mandato in prestito al Lumezzane in Serie C1. Terminato il prestito rientra a Brescia. Esordisce in Serie A il 15 settembre 2002 in Brescia-Piacenza (1-2). Esce nella ripresa, venendo sostituito nell'intervallo da Markus Schopp. Termina l'annata con 10 presenze complessive.
È costretto poi a rimanere fermo per una stagione a causa di una ciste che si era attorcigliata per 12 centimetri attorno ad un nervo del ginocchio sinistro, poi rimossa tramite intervento chirurgico. Rientra in campo a distanza di un anno, il 2 ottobre 2004 nell'incontro disputato contro il Cagliari, sostituendo Víctor Mareco a 5' dal termine.
Nel 2005 viene ceduto in prestito al Pisa, in Serie C1. Il 16 febbraio 2005 in Spezia-Pisa (2-0), è costretto ad uscire anzitempo dal campo a causa di una distorsione ai legamenti della caviglia, rimanendo fermo un mese.
La stagione seguente viene ceduto in prestito con diritto di riscatto della metà al Pescara. Esordisce in Serie B il 28 agosto 2005 in Pescara-Torino (0-2). Lascia il terreno di gioco al 60', venendo sostituito da Andrea Carozza. Al termine della stagione il riscatto non viene esercitato, e il giocatore fa rientro al Brescia. Il 24 ottobre 2006 prolunga il proprio contratto fino al 30 giugno 2009, con opzione di rinnovo per un ulteriore biennio.
L'8 gennaio 2008 passa in prestito gratuito con diritto di riscatto al Bari, scendendo in campo per 9 volte, segnando una rete. Terminato il prestito, il Bari non esercita l'opzione di riscatto e il giocatore rientra a Brescia.
Rescisso il contratto con il Brescia, il 19 ottobre 2009 sottoscrive un contratto biennale con la Salernitana. Esordisce con i campani il 24 ottobre in Salernitana-Crotone (4-1), rendendosi autore di una buona prestazione. La settimana seguente segna – con un tiro da 30 metri – contro la Reggina la sua prima rete in maglia granata. Termina l'annata, conclusa con la retrocessione dei campani, con 20 presenze e 1 rete.

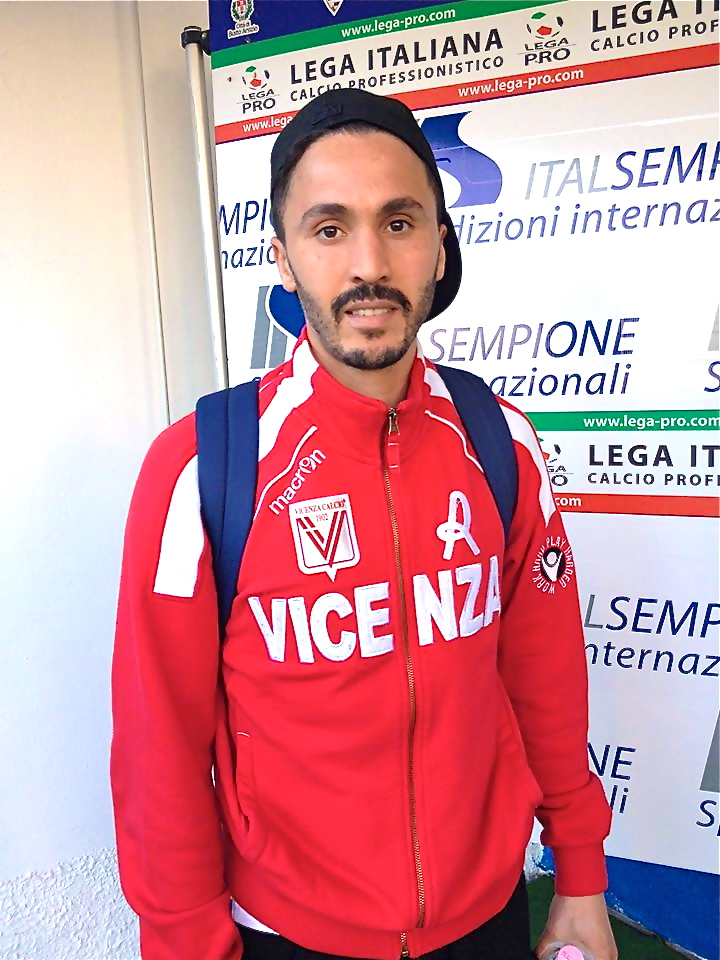
Jadid prima di Pro Patria-Vicenza, nel 2014

Il 28 agosto 2010 viene acquistato dal Parma, che lo gira in prestito alla formazione belga dell'Eupen. Esordisce nel campionato belga l'11 settembre 2010 in SV Zulte Waregem-Eupen (0-0).
Il 31 gennaio 2012 si trasferisce in prestito con diritto di riscatto al Grosseto. Il 24 marzo 2012 nel corso di Brescia-Grosseto (2-1), riporta la lesione al crociato del ginocchio destro che gli fa chiudere anzitempo la stagione, con 7 presenze, rendendosi fino a quel momento autore di buone prestazioni. Il 9 luglio viene acquistato a titolo definitivo dal Grosseto. Bloccato dagli infortuni, la stagione successiva scende in campo in sole 17 occasioni (siglando 4 assist, assist-man tra i toscani) alternando buone prestazioni ad altre meno positive, segnando una rete contro la Pro Vercelli.
Il 29 ottobre 2013 firma un contratto annuale con il L.R. Vicenza, in Lega Pro Prima Divisione. Esordisce con i veneti il 3 novembre contro il Südtirol, subentrando al posto di Tulli a 20' dal termine. Il 16 luglio 2014 passa a parametro zero alla Cremonese, in Lega Pro. Il 13 agosto 2015 viene tesserato dalla Virtus Entella, con cui firma un contratto di due anni. A causa di un infortunio esordisce con i biancocelesti il 7 novembre contro il Como. Termina la stagione segnando una rete in 17 presenze. Ad agosto viene messo fuori rosa dopo aver rifiutato la cessione. Il 21 febbraio 2017 si trasferisce a parametro zero al Santarcangelo, in Lega Pro.
Il 15 novembre 2017 viene ingaggiato dal Rezzato, in Serie D. Il 5 dicembre 2018 viene tesserato dal Calvina Sport, squadra neopromossa in Serie D. A fine stagione si ritira.

### Allenatore
Il 10 gennaio 2023 viene nominato tecnico del Marmirolo, formazione lombarda impegnata nel campionato di Promozione.
Il 17 marzo 2025 diventa allenatore del Carpenedolo, in Eccellenza lombarda.

## Statistiche

### Presenze e reti nei club
| Stagione              | Squadra               | Campionato            | Campionato | Campionato | Coppe nazionali | Coppe nazionali | Coppe nazionali | Coppe continentali | Coppe continentali | Coppe continentali | Altre coppe | Altre coppe | Altre coppe | Totale | Totale |
| Stagione              | Squadra               | Comp                  | Pres       | Reti       | Comp            | Pres            | Reti            | Comp               | Pres               | Reti               | Comp        | Pres        | Reti        | Pres   | Reti   |
| --------------------- | --------------------- | --------------------- | ---------- | ---------- | --------------- | --------------- | --------------- | ------------------ | ------------------ | ------------------ | ----------- | ----------- | ----------- | ------ | ------ |
| ago. 2001             | Brescia               | A                     | 0          | 0          | CI              | 0               | 0               | Int                | 1                  | 0                  | -           | -           | -           | 1      | 0      |
| ago. 2001-2002        | Lumezzane             | C1                    | 31         | 3          | CI+CI-C         | 2+0             | 0               | -                  | -                  | -                  | -           | -           | -           | 33     | 3      |
| 2002-2003             | Brescia               | A                     | 9          | 0          | CI              | 2               | 0               | -                  | -                  | -                  | -           | -           | -           | 11     | 0      |
| 2003-2004             | Brescia               | A                     | 0          | 0          | CI              | 0               | 0               | Int                | 2                  | 0                  | -           | -           | -           | 2      | 0      |
| 2004-gen. 2005        | Brescia               | A                     | 3          | 0          | CI              | 0               | 0               | -                  | -                  | -                  | -           | -           | -           | 3      | 0      |
| gen.-giu. 2005        | Pisa                  | C1                    | 10         | 1          | CI-C            | -               | -               | -                  | -                  | -                  | -           | -           | -           | 10     | 1      |
| ago. 2005             | Brescia               | B                     | 1          | 0          | CI              | 2               | 0               | -                  | -                  | -                  | -           | -           | -           | 3      | 0      |
| ago. 2005-2006        | Pescara               | B                     | 29         | 4          | CI              | 2               | 0               | -                  | -                  | -                  | -           | -           | -           | 31     | 4      |
| 2006-2007             | Brescia               | B                     | 23         | 1          | CI              | 4               | 1               | -                  | -                  | -                  | -           | -           | -           | 27     | 2      |
| 2007-gen. 2008        | Brescia               | B                     | 6          | 0          | CI              | 0               | 0               | -                  | -                  | -                  | -           | -           | -           | 6      | 0      |
| gen.-giu. 2008        | Bari                  | B                     | 9          | 1          | CI              | -               | -               | -                  | -                  | -                  | -           | -           | -           | 9      | 1      |
| 2008-2009             | Brescia               | B                     | 1          | 0          | CI              | 0               | 0               | -                  | -                  | -                  | -           | -           | -           | 1      | 0      |
| Totale Brescia        | Totale Brescia        | Totale Brescia        | 43         | 1          |                 | 8               | 1               |                    | 3                  | 0                  |             | -           | -           | 54     | 2      |
| 2009-2010             | Salernitana           | B                     | 20         | 1          | CI              | -               | -               | -                  | -                  | -                  | -           | -           | -           | 20     | 1      |
| 2010-2011             | Eupen                 | D1                    | 24+7       | 4+1        | CB              | 0               | 0               | -                  | -                  | -                  | -           | -           | -           | 31     | 5      |
| 2011-gen. 2012        | Parma                 | A                     | 9          | 0          | CI              | 1               | 0               | -                  | -                  | -                  | -           | -           | -           | 10     | 0      |
| gen.-giu. 2012        | Grosseto              | B                     | 7          | 0          | CI              | -               | -               | -                  | -                  | -                  | -           | -           | -           | 7      | 0      |
| 2012-2013             | Grosseto              | B                     | 17         | 1          | CI              | 0               | 0               | -                  | -                  | -                  | -           | -           | -           | 17     | 1      |
| Totale Grosseto       | Totale Grosseto       | Totale Grosseto       | 24         | 1          |                 | 0               | 0               |                    | -                  | -                  |             | -           | -           | 24     | 1      |
| 2013-2014             | L.R. Vicenza          | 1D                    | 18         | 4          | CI+CI-LP        | 0+2             | 0               | -                  | -                  | -                  | -           | -           | -           | 20     | 4      |
| 2014-2015             | Cremonese             | LP                    | 32         | 9          | CI+CI-LP        | 2+0             | 1               | -                  | -                  | -                  | -           | -           | -           | 34     | 10     |
| 2015-2016             | Virtus Entella        | B                     | 17         | 1          | CI              | -               | -               | -                  | -                  | -                  | -           | -           | -           | 17     | 1      |
| 2016-gen. 2017        | Virtus Entella        | B                     | 0          | 0          | CI              | 0               | 0               | -                  | -                  | -                  | -           | -           | -           | 0      | 0      |
| Totale Virtus Entella | Totale Virtus Entella | Totale Virtus Entella | 17         | 1          |                 | 0               | 0               |                    | -                  | -                  |             | -           | -           | 17     | 1      |
| feb.-giu. 2017        | Santarcangelo         | LP                    | 7          | 2          | CI-LP           | -               | -               | -                  | -                  | -                  | -           | -           | -           | 7      | 2      |
| 2017-2018             | Rezzato               | D                     | 15+1       | 2          | CI-D            | -               | -               | -                  | -                  | -                  | -           | -           | -           | 16     | 2      |
| 2018-2019             | Calvina Sport         | D                     | 15         | 0          | CI-D            | -               | -               | -                  | -                  | -                  | -           | -           | -           | 15     | 0      |
| Totale carriera       | Totale carriera       | Totale carriera       | 311        | 35         |                 | 17              | 2               |                    | 3                  | 0                  |             | -           | -           | 331    | 37     |

### Statistiche da allenatore
Statistiche aggiornate al 7 maggio 2023. In grassetto le competizioni vinte.
| Stagione        | Squadra         | Campionato      | Campionato | Campionato | Campionato | Campionato | Coppe nazionali | Coppe nazionali | Coppe nazionali | Coppe nazionali | Coppe nazionali | Coppe continentali | Coppe continentali | Coppe continentali | Coppe continentali | Coppe continentali | Altre coppe | Altre coppe | Altre coppe | Altre coppe | Altre coppe | Totale | Totale | Totale | Totale | % Vittorie | Piazzamento     |
| Stagione        | Squadra         | Comp            | G          | V          | N          | P          | Comp            | G               | V               | N               | P               | Comp               | G                  | V                  | N                  | P                  | Comp        | G           | V           | N           | P           | G      | V      | N      | P      | %          | Piazzamento     |
| --------------- | --------------- | --------------- | ---------- | ---------- | ---------- | ---------- | --------------- | --------------- | --------------- | --------------- | --------------- | ------------------ | ------------------ | ------------------ | ------------------ | ------------------ | ----------- | ----------- | ----------- | ----------- | ----------- | ------ | ------ | ------ | ------ | ---------- | --------------- |
| 2022-2023       | Marmirolo       | Prom.           | 15         | 4          | 6          | 5          | -               | -               | -               | -               | -               | -                  | -                  | -                  | -                  | -                  | -           | -           | -           | -           | -           | 15     | 4      | 6      | 5      | 26,67      | subentrato, 10º |
| Totale carriera | Totale carriera | Totale carriera | 15         | 4          | 6          | 5          |                 | 0               | 0               | 0               | 0               |                    | -                  | -                  | -                  | -                  |             | -           | -           | -           | -           | 15     | 4      | 6      | 5      | 26,67      |                 |